# Estadio del Mirador
Estadio del Mirador – nieistniejący już stadion piłkarski w Algeciras, w Hiszpanii. Został otwarty 16 czerwca 1954 roku spotkaniem drużyny Andaluzji z klubem Athletic Bilbao (1:5). Obiekt mógł pomieścić 12 000 widzów. Swoje spotkania na stadionie regularnie rozgrywali piłkarze Algeciras CF, którzy wcześniej grali na Estadio El Calvario. W połowie 1999 roku oddano jednak do użytku nowy obiekt, Estadio Nuevo Mirador, na który przeniosła się drużyna Algeciras CF. Stary stadion natomiast został rozebrany, a na jego miejsce stanęło centrum handlowe. Ostatnim spotkaniem na Estadio del Mirador był rewanżowy mecz barażowy gospodarzy z drużyną Caudal Deportivo 20 czerwca 1999 roku. Aby co najmniej doprowadzić do dogrywki, zawodnicy Algeciras CF musieli wygrać 2:0, jednak gospodarze wygrali tylko 1:0 i pożegnanie ze starym obiektem zakończyło się spadkiem klubu z Segunda División B do Tercera División.